# Szebb jövőt!
A Szebb jövőt! a Kárpátia Zenekar 2009-ben megjelent nemzetirock-albuma.

## Számok
1. Lóra termett (3:17)
2. Szép helyek (3:01)
3. Látod, hazám (3:10)
4. Isten veled (2:58)
5. Piszkos Fred (2:22)
6. Ballada (4:08)
7. Falu rossza (2:05)
8. Esküszünk, mi székelyek (3:13)
9. Verbunk (3:24)
10. Vadász (3:21)
11. Civitas Fortissima (3:23)
12. Varjúdombi köszöntő (2:39)
13. Kun Miatyánk (3:17)

## Közreműködők
- Petrás János – basszusgitár, ének
- Csiszér Levente – gitár
- Bankó Attila – dobok
- Bíró Tamás – gitár
- Galántai Gábor – billentyű
- Bene Beáta – furulya
- Balogh Erika – vers
- Szabó Péter – trombita
- Sándor Csilla – hegedű
- Szarvas Gábor – billentyű
- Vida Péter – ének
- Proksza Tamás – ének
- Németh Ágnes – ének
- Ráduly Levente – ének
- Petrovity Zorán – ének
- Petrás Mátyás – ének
- Pataky Gábor – ének